# Hornmyrbäcken
Hornmyrbäcken är ett naturreservat i Lycksele kommun i Västerbottens län.
Området är naturskyddat sedan 2016 och är 221 hektar stort. Reservatet består av gammal grannaturskog, myrmarker och  sumspkogspartier omkring Hornmyrbäcken.